# Missouri
Missouri (pronunție: /mɪˈzʊɹi/ or /mɪˈzʊɹə/) numit după tribul nativ american Missouri parte a familiei mai mari de triburi Sioux, însemnând "localitatea canoelor mari", este unul din cele 50 de state ale Statelor Unite ale Americii situat în zona sa centrală.  Este un stat care suferit și suferă influențe simultan din partea zonelor cunoscute ca Vestul Mijlociu (Midwest) și Sudul Southern Statelor Unite, reflectând istoria sa ca stat de tranziție între cele două regiuni.  Numele de alint al statului este Show-Me State, pentru prima dată folosit în anul 1894. Fluviile Mississippi și Missouri sunt cele mai mari cursuri de apă care străbat statul. 

## Etimologie și pronunție
Statul poartă numele râului Missouri, care a fost numit după indienii indigeni Missouri, un trib în limba siouan. Se spune că au fost numiți ouemessourita (wimihsoorita), adică „cei care au canoe”, de către vorbitorii de limbă din Miami-Illinois. Aceasta pare a fi etimologia populară – Illinois vorbeau o limbă algonchiană, iar cea mai apropiată aproximare care poate fi făcută este cea a vecinilor lor apropiați, Ojibwe, este „Tu ar trebui să mergi în aval și să vizitezi oamenii aceștia.”[13] o întâmplare ciudată, deoarece francezii care au explorat și au încercat pentru prima dată să colonizeze râul Mississippi au obținut traducerile în acea perioadă destul de exacte, dând adesea lucrurilor nume franceze care erau traduceri exacte ale limbilor materne.
Cel mai probabil, totuși, numele „Missouri” provine din Chiwere, o limbă Siouan vorbită de oameni care locuiau în statele moderne Wisconsin, Iowa, Dakota de Sud, Missouri și Nebraska. Numele „Missouri” are mai multe pronunții diferite chiar și printre nativii săi din ziua de azi,  măzuri i/məˈzɜri/ și măzura i/məˈzɜrə/.

### Porecle
Nu există o poreclă oficială a statului. Cu toate acestea, porecla neoficială a Missouri este „Show Me State”, care apare pe plăcuțele sale de înmatriculare. Această expresie are mai multe origini. Unul este atribuit în mod popular unui discurs al congresmanului Willard Vandiver în 1899, care a declarat că „Vin dintr-un stat care cultivă porumb și bumbac, cockleburs și democrați, iar elocvența spumoasă nici nu mă convinge și nici nu mă mulțumește. Sunt din Missouri și tu. trebuie să-mi arate (demonstreze sau dovedească cu argumente clare.)”. Acest lucru este în concordanță cu dictonul „Sunt din Missouri”, care înseamnă „Sunt sceptic față de chestiune și nu mă conving ușor”.

## Istorie

### Istoria timpurie

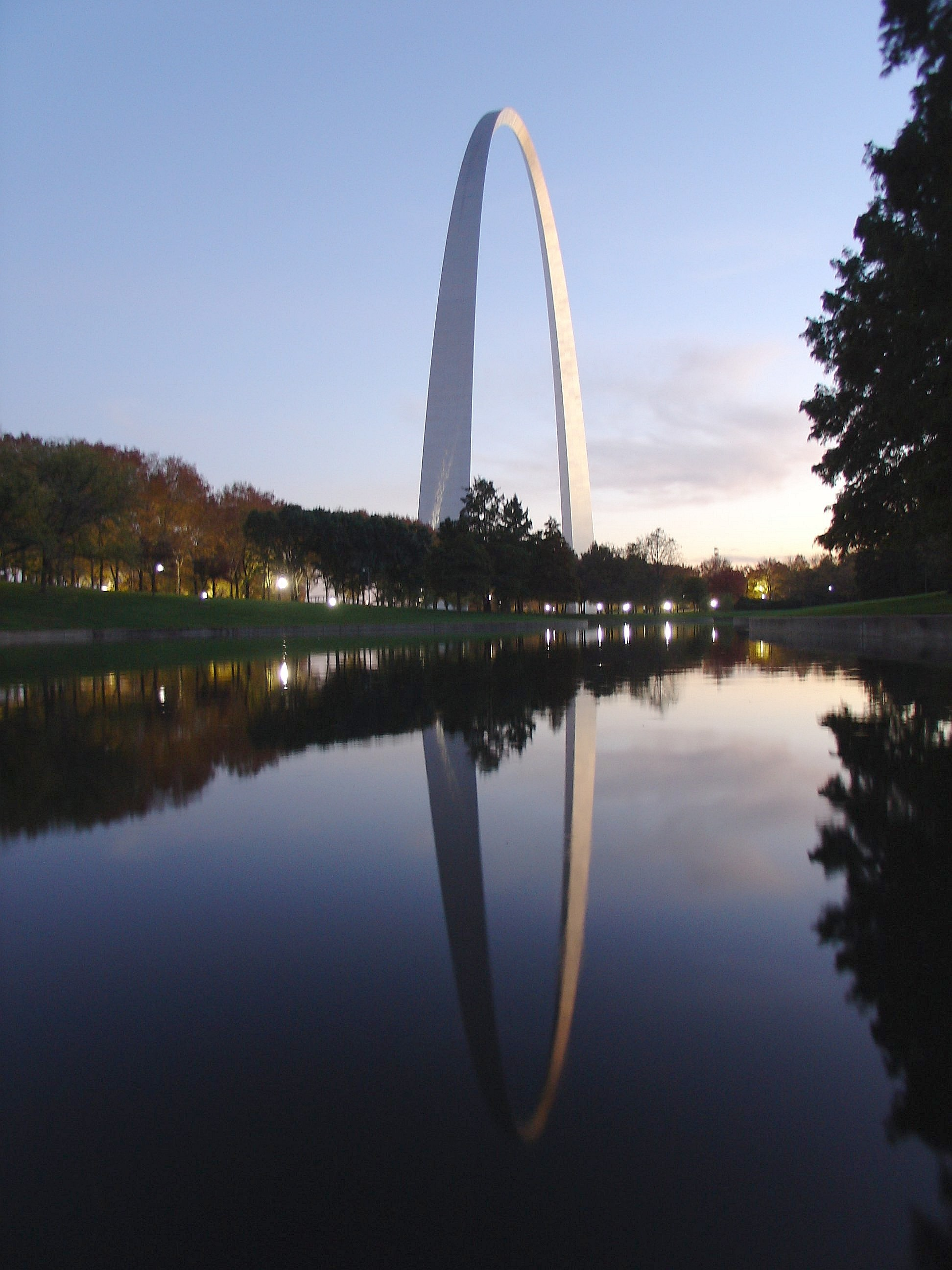
The Gateway Arch in St. Louis

Săpăturile arheologice de-a lungul văilor râurilor au arătat o locuire continuă încă din aproximativ 9000 î.Hr. Începând înainte de 1000 d.Hr., oamenii din cultura Mississippian au creat centre politice regionale în St. Louis actual și peste râul Mississippi la Cahokia, azi Collinsville, Illinois. Orașele lor mari includeau mii de reședințe individuale. Cu toate acestea, sunt cunoscute pentru movilele lor masive de pământ care mai supraviețuiesc și azi, construite din motive religioase, politice și sociale, în formă de platformă, vârf de coamă și conice. Cahokia a fost centrul unei rețele comerciale regionale care ajungea de la Marile Lacuri până în Golful Mexic. Civilizația a decăzut până în 1400 d.Hr., iar majoritatea descendenților au părăsit zona cu mult înainte de sosirea europenilor. St. Louis a fost la un moment dat cunoscut drept Mound City( orașul Movilă) de către americanii europeni din cauza numeroaselor movile preistorice care au supraviețuit de atunci, pierdute din cauza dezvoltării urbane. Cultura Mississippiană a lăsat movile în văile mijlocii ale râurilor Mississippi și Ohio, extinzându-se în sud-est și în râul superior. 
Pământul care a devenit statul Missouri făcea parte din numeroase teritorii diferite, care poseda granițe în schimbare și adesea nedeterminate și avea multe nume diferite date de nativi americani și europeni între anii 1600 și state. În cea mai mare parte a primei jumătăți a anilor 1700, malul de vest al râului Mississippi, care avea să devină Missouri, a fost în mare parte nelocuit, un fel de pământ al nimănui care a păstrat pacea între Illinois, pe malul de est al râului Mississippi și la nord, și indienii Osage și Missouri din valea inferioară a Missouri. 
La începutul anilor 1700, comercianții și misionarii francezi au explorat întreaga Vale a Mississippi, numită regiunea „Louisiana”. Cam în aceeași perioadă, un grup diferit de canadieni francezi care au stabilit cinci sate pe malul de est al râului Mississippi și-au plasat așezările în le pays des Illinois, „țara Illinois”. Când locuitorii - coloniști de origine canadiană franceză - au început să traverseze râul Mississippi pentru a stabili așezări precum Ste. Genevieve, ei au continuat să-și plaseze așezările în Țara Illinois. În același timp, așezările franceze de pe ambele maluri ale râului Mississippi făceau parte din provincia franceză Louisiana. Pentru a distinge așezările din Valea Mijlociu Mississippi de așezările franceze din Valea Mississippi inferioară din jurul New Orleans, oficialii și locuitorii francezi s-au referit la Valea Mijlociu Mississippi ca La Haute Louisiane, „Louisiana de Sus” sau „Louisiana Superioară”.
Primii coloniști europeni au fost în mare parte etnici canadieni francezi, care și-au creat prima așezare în Missouri în Ste. Genevieve, la aproximativ o oră la sud de St. Louis. Ei migraseră în jurul anului 1750 din Țara Illinois. Ei veneau din satele coloniale de pe partea de est a râului Mississippi, unde solurile deveneau epuizate și nu era suficient teren pe lunca râului pentru populația în creștere. Primele așezări din Missouri au inclus mulți africani și nativi americani înrobiți, iar munca de sclavi a fost esențială atât pentru agricultura comercială, cât și pentru comerțul cu blănuri. Sainte-Geneviève a devenit un centru agricol înfloritor, producând suficient surplus de grâu, porumb și tutun pentru a transporta anual tone de cereale în aval, spre Louisiana de Jos, pentru comerț. Producția de cereale din Țara Illinois a fost esențială pentru supraviețuirea Louisianei Inferioare și în special a orașului New Orleans.

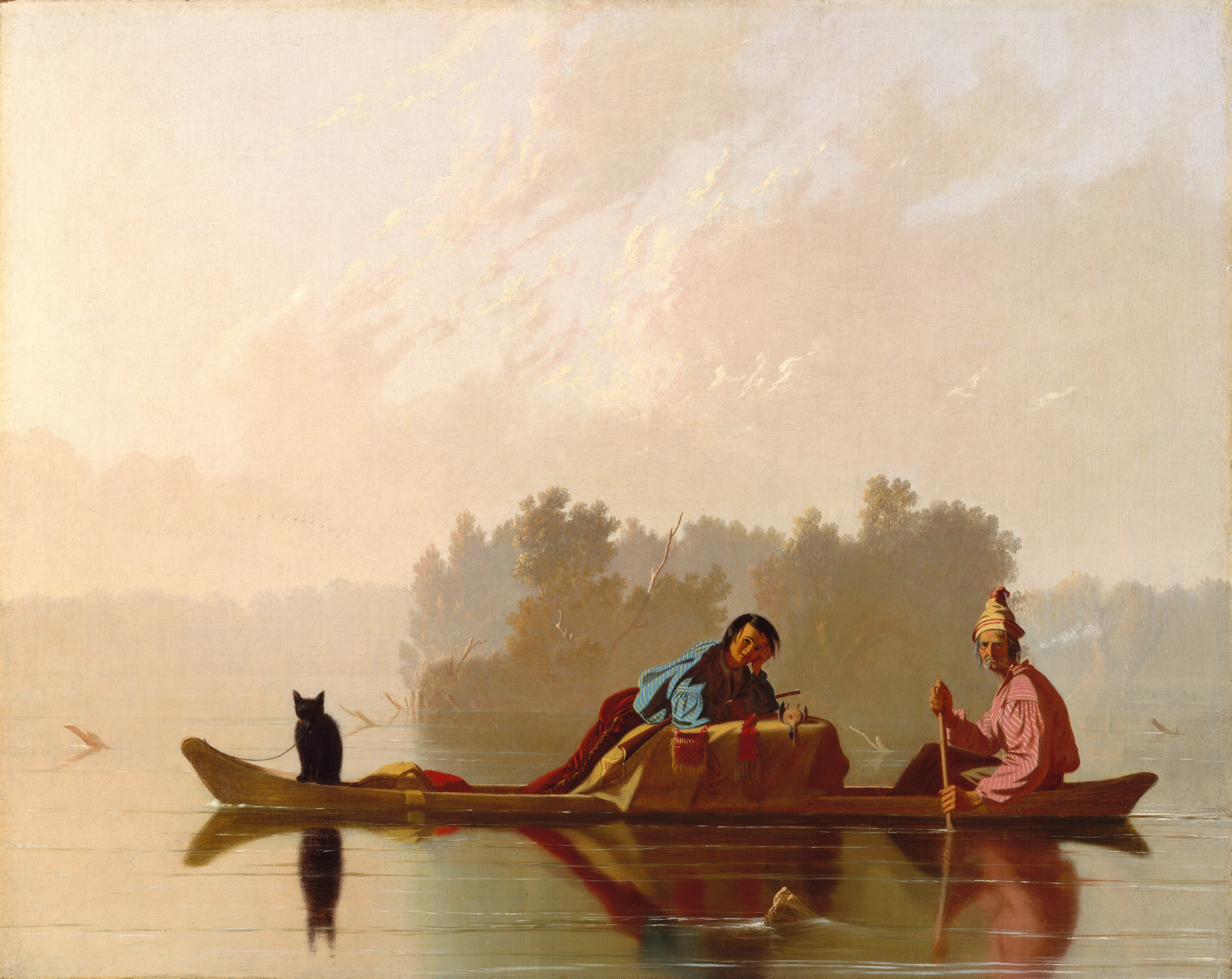
Comercianții de blană care coboară Missouri de pictorul din Missouri George Caleb Bingham

St. Louis a fost fondat la scurt timp de către comercianții de blănuri francezi, Pierre Laclède și fiul vitreg Auguste Chouteau din New Orleans în 1764. Din 1764 până în 1803, controlul european al zonei de la vest de Mississippi în partea cea mai de nord a bazinului râului Missouri, numit Louisiana, a fost asumat de spanioli ca parte a Viceregnatului Noua Spanie, datorită Tratatul de la Fontainebleau<nume ref. ="foley 1989 26">Foley (1989), 26.</ref> (pentru ca Spania să se alăture Franței în războiul împotriva Angliei). Sosirea spaniolilor în St. Louis a avut loc în septembrie 1767.
St. Louis a devenit centrul unui comerț cu blănuri regional cu triburile native americane care s-au extins în sus râurile Missouri și Mississippi, care au dominat economia regională timp de decenii. Partenerii comerciali ai unor firme importante și-au expediat blănurile din St. Louis pe fluviu până în New Orleans pentru a le exporta în Europa. Ei au oferit o varietate de bunuri comercianților pentru vânzare și comerț cu clienții lor nativi americani. Comerțul cu blănuri și afacerile asociate au făcut din St. Louis un centru financiar timpuriu și a oferit bogăție unora pentru a construi case frumoase și a importa articole de lux. Locația sa în apropierea confluenței râului Illinois a însemnat că a manipulat și produse din zonele agricole. Traficul fluvial și comerțul de-a lungul Mississippi au fost parte integrantă a economiei statului. Fiind primul oraș important din zonă, St. Louis s-a extins foarte mult după inventarea batului cu aburi și creșterea comerțului fluvial.

### Secolul al XIX-lea
Napoleon Bonaparte dobândise Louisiana ca proprietate franceză de la Spania în 1800, în baza celui de-al treilea Tratat de la San Ildefonso|Tratatul de la San Ildefonso]], după ce a fost o colonie spaniolă din 1762. Dar tratatul a fost ținut secret. Louisiana a rămas sub controlul spaniol până la transferul puterii către Franța, pe 30 noiembrie 1803, cu doar trei săptămâni înainte de cesiunea către Statele Unite.
Parte a Achiziției Louisiana din 1803 de către Statele Unite, Missouri și-a câștigat porecla „Poarta către Vest” deoarece a servit drept punct de plecare semnificativ pentru expedițiile și coloniștii care se îndreptau spre Vest în timpul secolului al XIX-lea. St. Charles, chiar la vest de St. Louis, a fost punctul de plecare și destinația de întoarcere a Expediției Lewis și Clark, care a urcat pe râul Missouri în 1804, pentru a explora ținuturile vestice până la Oceanul Pacific. Sf. Louis a fost un punct de aprovizionare major de decenii, pentru partidele de coloniști care se îndreptau spre vest.
Întrucât mulți dintre primii coloniști din vestul Missouri au migrat din Sudul Superior, ei au adus Africo-americani înrobiți ca muncitori agricoli și au dorit să-și continue cultura și instituția sclavie. Ei s-au stabilit predominant în 17 județe de-a lungul râului Missouri, într-o zonă de plată care a permis plantații agricultură și a devenit cunoscut sub numele de „Little Dixie(Mica Dixie)"
Statul a fost zguduit de cutremurele din 1811-1812 din 'New Madrid'(Noul Madrid). Pierderile au fost puține din cauza populației rare.

### Admiterea ca stat în 1821

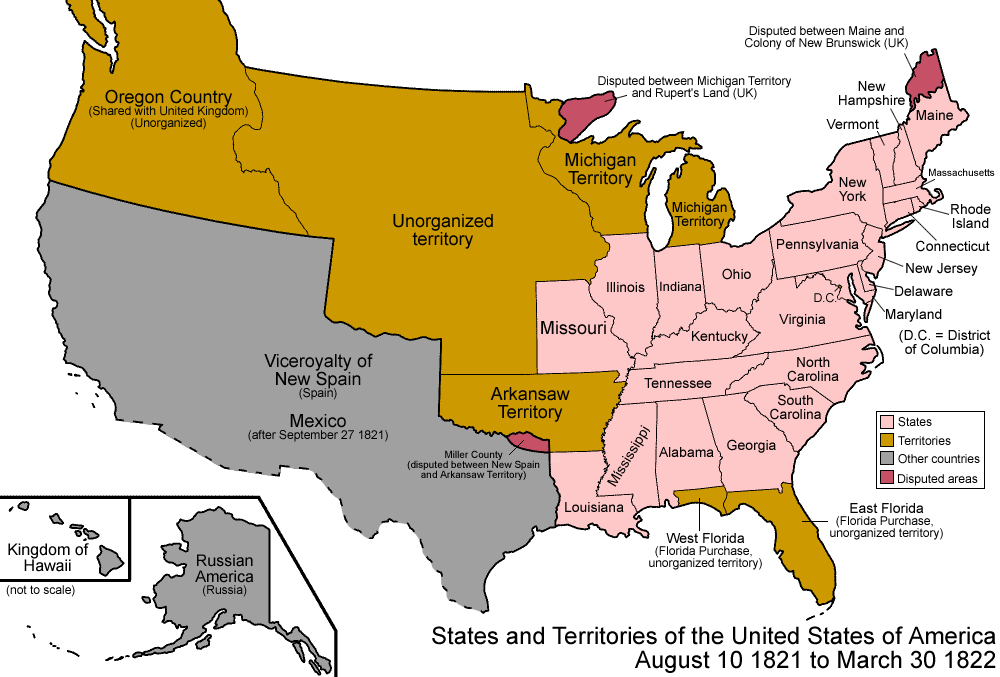
Statele și teritoriile Statelor Unite ca urmare a admiterii Missouri ca stat la 10 august 1821. Restul fostului Teritoriul Missouri a devenit un teritoriu neorganizat.

Teritoriu Missouri a fost admis ca stat de sclavi, sub Compromisul Missouri, și cu o capitală temporară de stat în St. Charles. În 1826, capitala a fost mutată în locația sa actuală, permanentă, Jefferson City, tot pe râul Missouri.
Inițial, granița de vest a statului era o linie dreaptă, definită ca meridianul care trecea prin Kawsmouth, punctul în care Râul Kansas intră în râul Missouri. Râul s-a mutat de la această desemnare. Această linie este cunoscută sub numele de Granița Osage. În 1836, Platte Purchase a fost adăugat în colțul de nord-vest al statului după cumpărarea pământului de la triburile native, făcând râul Missouri granița la nord de râul Kansas. Această adăugare a mărit suprafața terenului a ceea ce era deja cel mai mare stat din Uniune la acea vreme (aproximativ 66.500 square milei (172.000 km2) la cele 65.000 de mile pătrate ale Virginiei, care includeau apoi Virginia de Vest).
La începutul anilor 1830, migranții mormoni din statele nordice și din Canada au început să se stabilească în apropiere de Independence și zonele aflate la nord de acolo. Conflictele legate de religie și sclavie au apărut între „vechii coloniști” (în principal din sud) și mormoni (în principal din nord). Războiul mormon a izbucnit în 1838. Până în 1839, cu ajutorul unui „Ordin de exterminare” al guvernatorului Lilburn Boggs, vechii coloniști i-au expulzat cu forța pe mormonii din Missouri și le-au confiscat terenurile.
Conflictele legate de sclavie au exacerbat tensiunile la frontieră între state și teritorii. Din 1838 până în 1839, o dispută la graniță cu Iowa asupra așa-numitelor Honey Lands a dus la convocarea de către ambele state a miliții de-a lungul graniței.
Odată cu creșterea migrației, din anii 1830 până în anii 1860, populația Missouri aproape sa dublat cu fiecare deceniu. Majoritatea noilor veniți erau născuți în America, dar mulți imigranți irlandezi și germani au sosit la sfârșitul anilor 1840 și 1850. Deoarece majoritatea erau Catolica, ei și-au înființat propriile instituții religioase în stat, care fusese în mare parte protestante. Mulți s-au stabilit în orașe, creând o rețea regională și apoi de stat de biserici și școli catolice. Imigranții germani din secolul al XIX-lea au creat industria vinului de-a lungul râului Missouri și industria berii în St. Louis.
În timp ce mulți imigranți germani erau puternic anti-sclavie, mulți imigranți irlandezi care trăiau în orașe erau pro-sclavie, temându-se că eliberarea sclavilor afro-americani ar crea exces. de forță de muncă necalificată, reducând salariile.
Majoritatea fermierilor din Missouri practicau agricultura de subzistență înainte de Războiul Civil American. Majoritatea celor care dețineau sclavi aveau mai puțin de cinci fiecare. Deținătorii de plantație, definiți de unii istorici ca fiind cei care dețin 20 de sclavi sau mai mulți, erau concentrați în județele cunoscute sub numele de „Little Dixie”, în partea centrală. a statului de-a lungul râului Missouri. Tensiunile legate de sclavie au avut de-a face în principal cu viitorul statului și al națiunii. În 1860, afro-americanii înrobiți reprezentau mai puțin de 10% din populația statului de 1.182.012. Pentru a controla inundațiile terenurilor agricole și a satelor joase de-a lungul Mississippi, statul finalizase construcția a 140 mile (230 km) de dig se află de-a lungul râului până în 1860.

### Războiul civil american

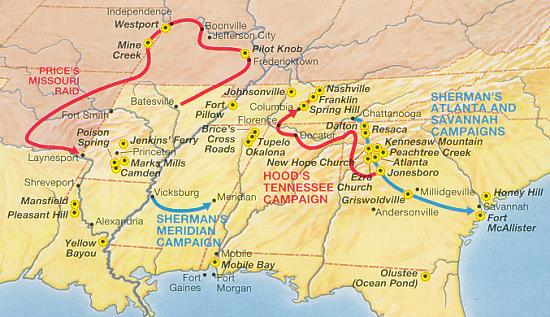
Raidul lui Price în Teatrul Trans-Mississippi, 1864

După ce a început secesiunea statelor sudice în 1861, legislatura din Missouri a cerut alegerea unei convenții speciale privind secesiunea. Guvernatorul pro-Sud Claiborne F. Jackson a ordonat mobilizarea a câteva sute de membri ai miliției de stat care se adunaseră într-un lagăr din Sf. Louis pentru antrenament. Alarmat de această acțiune, generalul Uniunii Nathaniel Lyon a lovit primul, încercuind tabăra și forțând trupele statului să se predea. Lyon și-a îndrumat soldații, în mare parte imigranți germani care nu vorbeau engleza, să mărșăluiască prizonierii pe străzi și au deschis focul asupra mulțimilor de civili în mare parte ostile care s-au adunat în jurul lor. Soldații au ucis prizonieri neînarmați, precum și bărbați, femei și copii din St. Louis în incidentul care a devenit cunoscut sub numele de „Masacrul din St. Louis”.
Aceste evenimente au sporit sprijinul Confederate în cadrul statului. Guvernatorul Jackson l-a numit pe Sterling Price, președintele convenției privind secesiunea, ca șef al noii Gărzi de Stat din Missouri. În fața avansării rapide a generalului Uniunii Lyon prin stat, Jackson și Price au fost forțați să fugă din capitala Jefferson City pe 14 iunie 1861. În Neosho, Missouri, Jackson a convocat legislatura statului în sesiune pentru a cere secesiune. Cu toate acestea, corpul legislativ ales a fost împărțit între pro-uniune și pro-confederat. Ca atare, puțini dintre pro-unioniști au participat la sesiunea convocată în Neosho, iar ordonanța de secesiune a fost adoptată rapid. Confederația a recunoscut secesiunea Missouri la 30 octombrie 1861.
Cu guvernatorul ales absent din capitală și legislatorii în mare măsură dispersați, convenția de stat a fost reasamblată cu cei mai mulți dintre membrii săi prezenți, cu excepția a douăzeci care au fugit spre sud cu forțele lui Jackson. Convenția a declarat toate funcțiile vacante și l-a instalat pe Hamilton Gamble ca noul guvernator al Missouri. Administrația președintelui Lincoln a recunoscut imediat guvernul lui Gamble ca fiind guvernul legal din Missouri. Decizia guvernului federal a permis ridicarea forțelor miliției pro-Union pentru a servi în cadrul statului și a regimentelor de voluntari pentru Armata Uniunii.
Au urmat lupte între forțele Uniunii și o armată combinată a Gărzii de Stat din Missouri a generalului Price și a trupelor confederate din Arkansas și Texas, sub comanda generalului Ben McCulloch. După ce au câștigat victorii la Bătălia de la Wilson's Creek și după asediul Lexington, Missouri și au suferit pierderi în altă parte, forțele confederate s-au retras în Arkansas și mai târziu în Marshall, Texas, în fața unei în mare parte întărite Armate a Uniunii.
Deși trupele obișnuite confederate au organizat niște raiduri la scară largă în Missouri, luptele din stat pentru următorii trei ani au constat în principal în război de gherilă. „Soldați cetățeni” sau insurgenți precum căpitanul William Quantrill, Frank și Jesse James, Frații mai mici și William T Anderson a folosit tactici rapide, cu unități mici. Inițiate de către Rangerii Partizani din Missouri, astfel de insurgențe au apărut și în părți ale Confederației ocupate de Uniune în timpul Războiului Civil. Istoricii au descris poveștile din anii proscriși ai fraților James ca pe un mit american al „Robin Hood”. Activitățile de justiție ale Bald Knobbers din Ozarks în anii 1880 au fost o continuare neoficială a mentalității insurgenților mult timp după încheierea oficială a războiului și sunt o temă preferată. în Imaginea de sine a lui Branson.

### Secolul XX

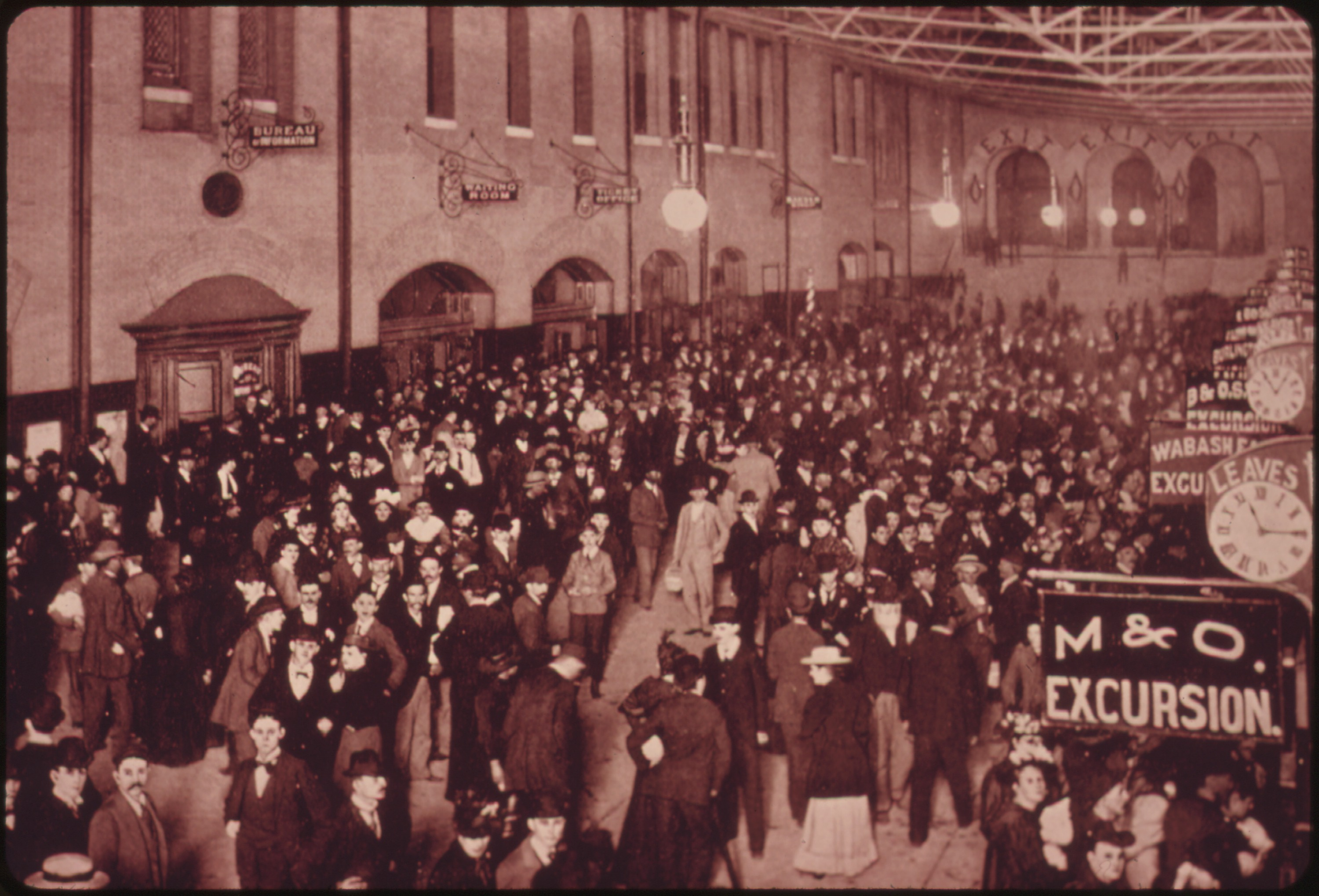
Union Station din St. Louis a fost cea mai mare și mai aglomerată gară din lume când a fost deschisă în 1894.

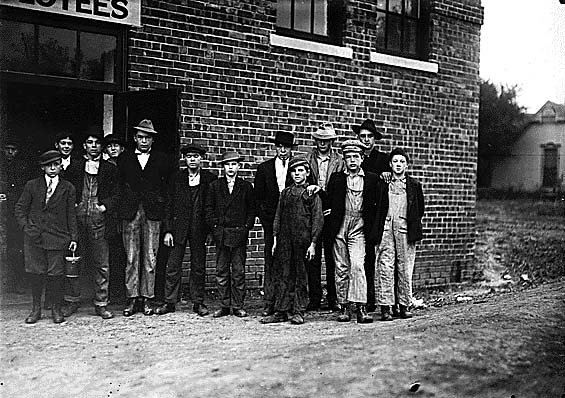
Copii muncitori cu pantofi din Kirksville, Missouri, 1910

Era progresivă (de la 1890 la 1920) a văzut numeroși lideri proeminenți din Missouri încercând să pună capăt corupției și să modernizeze politica, guvernul și societatea. Joseph "Holy Joe" Folk a fost un lider cheie care a făcut un apel puternic pentru clasa de mijloc și protestanții evanghelici din mediul rural. Folk a fost ales guvernator ca reformator progresist și Democrat la alegerile din 1904. El a promovat ceea ce el a numit „Ideea Missouri”, conceptul Missouri ca lider în morala publică prin controlul popular al legii și aplicarea strictă. El a condus cu succes urmăriri penale antitrust, a pus capăt permiselor de cale ferată gratuite pentru oficialii de stat, a extins statutul de luare de mită, a îmbunătățit legile electorale, a cerut înregistrarea formală pentru lobbyiști, a făcut ilegal jocurile de noroc pe circuite de curse și a aplicat legea de închidere de duminică. El a contribuit la adoptarea legislației progresiste, inclusiv o inițiativă și o prevedere pentru referendum, reglementarea alegerilor, educația, angajarea și munca copiilor, căile ferate, alimente, afaceri și utilități publice. În timpul administrării lui Folk au fost înființate mai multe consilii și comisii de examinare orientate spre eficiență, inclusiv multe consilii agricole și comisia bibliotecii din Missouri.

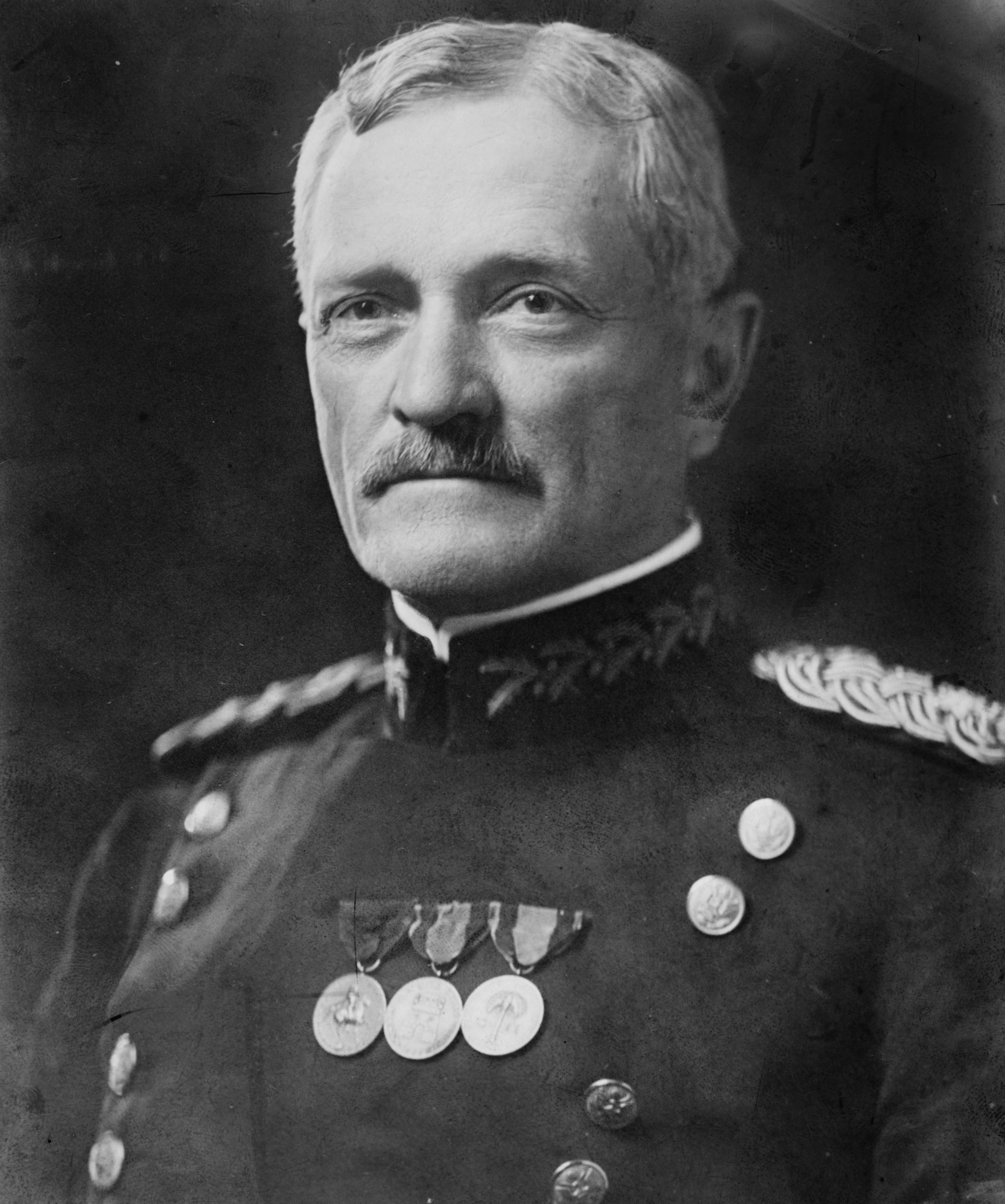
Generalul John J. Pershing, comandantul Forțelor Expediționare Americane în Primul Război Mondial, a fost crescut în Laclede, Missouri.

Între Războiul Civil și sfârșitul celui de-al Doilea Război Mondial, Missouri a trecut de la o economie rurală la o economie hibridă industrial-servicii-agricolă, pe măsură ce Midwest s-a industrializat rapid. Extinderea căilor ferate spre vest a transformat Kansas City într-un nod important de transport în interiorul națiunii. Creșterea industriei bovine din Texas, împreună cu această infrastructură feroviară sporită și invenția vagonului frigorific, au făcut din Kansas City un centru major de împachetare a cărnii, deoarece transferele mari de vite din Texas au adus turme de vite către Dodge City și alte orașe din Kansas. Acolo, vitele erau încărcate în trenuri destinate Kansas City, unde erau măcelărite și distribuite piețelor din est. Prima jumătate a secolului al XX-lea a fost punctul culminant al proeminenței orașului Kansas City, iar centrul orașului a devenit o vitrină pentru zgârie-nori stilați Art Deco, pe măsură ce construcțiile au crescut.

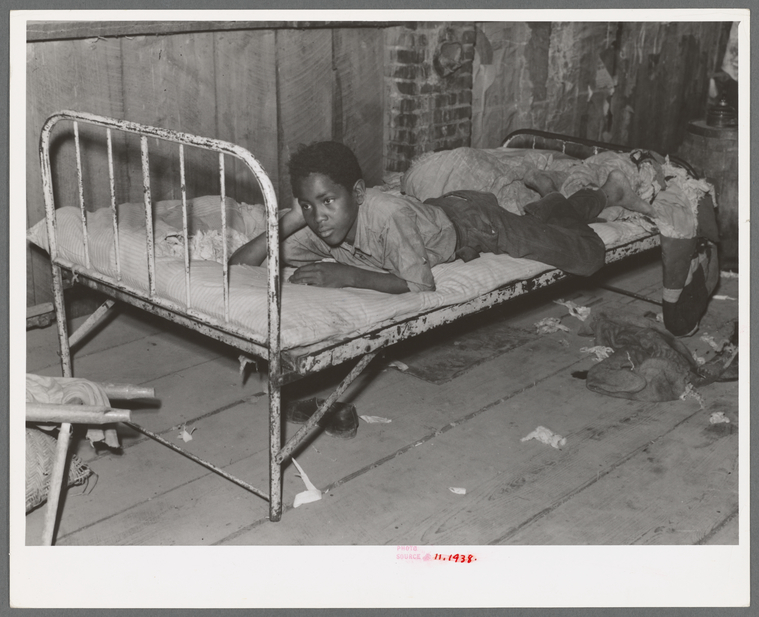
Băiat afro-american într-o baracă de mârșor, New Madrid County, 1938.

În 1930, a existat o epidemie de difterie în zona din jurul Springfield, care a ucis aproximativ 100 de oameni. Ser a fost dus de urgență în zonă, iar personalul medical a oprit epidemia.
La mijlocul anilor 1950 și 1960, St. Louis și Kansas City au suferit dezindustrializarea și pierderea locurilor de muncă în căile ferate și producție, la fel ca și alte orașe industriale din Midwest. În 1956 St. Charles pretinde că este locul primului proiect de autostradă interstatal.
O astfel de construcție a autostrăzilor a făcut mai ușor pentru locuitorii clasei de mijloc să părăsească orașul pentru locuințe mai noi dezvoltate în suburbii, adesea foste terenuri agricole unde pământul era disponibil la prețuri mai mici. Aceste orașe majore au trecut prin decenii de reajustare pentru a dezvolta economii diferite și pentru a se adapta la schimbările demografice. Zonele suburbane au dezvoltat piețe de muncă separate, atât în industriile de cunoaștere, cât și în servicii, cum ar fi principalele mall-uri cu amănuntul.

### Secolul XXI
În 2014, Missouri a primit atenție națională pentru protestele și revoltele care au urmat împușcării lui Michael Brown de către un ofițer de poliție din Ferguson, ceea ce l-a determinat pe guvernatorul Jay Nixon să cheme Garda Națională din Missouri. Un marele juriu a refuzat să-l acuze pe ofițer, iar S.U.A. Departamentul de Justiție a concluzionat, după o investigație atentă, că polițistul se temea în mod legitim pentru siguranța lui. Cu toate acestea, într-o investigație separată, Departamentul de Justiție a mai constatat că Departamentul de Poliție din Ferguson și orașul Ferguson s-au bazat pe practici neconstituționale pentru a echilibra bugetul orașului prin amenzi și pedepse excesive motivate rasial. că poliția Ferguson „a folosit forță excesivă și periculoasă și a vizat în mod disproporționat negrii," și că instanța municipală „a subliniat veniturile în detrimentul siguranței publice, ceea ce duce la încălcări de rutină ale garanțiilor constituționale ale cetățenilor de proces echitabil și protecție egală în condițiile legii”.
În 2018, USDA și-a anunțat planurile de a reloca Serviciul de Cercetare Economică (ERS) și Institutul Național de Alimentație și Agricultură (NIFA) în Kansas City. De atunci, ei s-au hotărât asupra unei locații specifice în centrul orașului Kansas City, Missouri. Odată cu adăugarea proiectului KC Streetcar și construcția Sprint Center Arena, zona centrală a orașului KC a atras investiții în noi birouri, hoteluri și complexe rezidențiale. Atât Kansas City, cât și St. Louis trec printr-o renaștere în zonele lor centrale, prin adăugarea noilor districte Power & Light (KC) și Ballpark Village (STL) și renovarea clădirilor istorice existente în fiecare zonă centrală. Anunțul din 2019 a înființării unei echipe de MLS în St. Louis stimulează și mai multă dezvoltare în zona de vest din centrul orașului St. Louis.

## Geografie

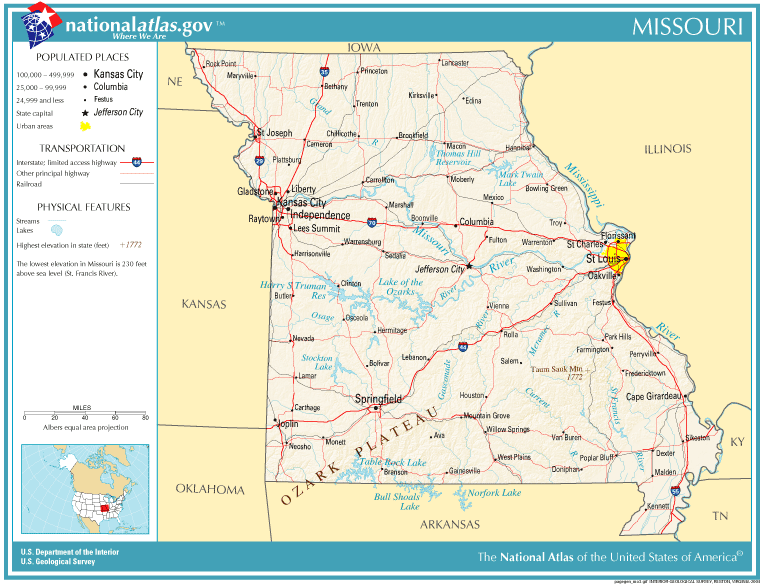
Harta generală a statului Missouri

Missouri este fără ieșire la mare și este statul care se învecinează cu opt state diferite, o cifră egalată doar de vecinul său, Tennessee. Missouri este mărginit de Iowa la nord; de Illinois, Kentucky și Tennessee peste râul Mississippi la est; la sud de Arkansas; și de Oklahoma, Kansas și Nebraska (ultimul peste râul Missouri) la vest. În timp ce granițele de nord și de sud sunt linii drepte, Missouri Bootheel se întinde spre sud între râurile Sf. Francis și Mississippi. Cele mai mari două râuri sunt Mississippi (care definește granița de est a statului) și râul Missouri (care curge de la vest la est prin stat), conectând în esență cele mai mari două metrouri din Kansas City și St. Louis.
Deși astăzi este de obicei considerat parte a Midwest,  Missouri a fost văzut din punct de vedere istoric de mulți ca un stat de graniță, în principal datorită instalării migranților din sud și a statutului său de stat sclav înainte de războiul civil, echilibrat de influența St. Louis. Comitatele care alcătuiau „Little Dixie” erau cele de-a lungul râului Missouri, în centrul statului, așezate de migranții sudici care dețineau cea mai mare concentrație de sclavi.
În 2005, Missouri a primit 16.695.000 de vizitatori în parcurile sale naționale și în alte zone de agrement, în valoare totală de 101.000 acri (410 km2), oferindu-i 7,41 milioane USD în venituri anuale, 26,6% din cheltuielile sale de funcționare.

### Topografie

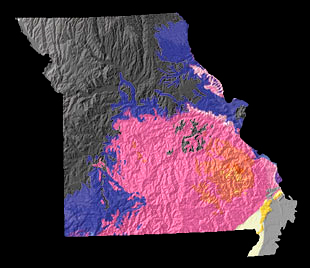
O hartă fiziografică a Missouri

La nord de, și în unele cazuri chiar la sud de, râul Missouri se află câmpiile nordice care se întind și în Iowa, Nebraska și Kansas. Aici au rămas dealuri ondulate din glaciația care s-a extins cândva de la Scutul canadian până la râul Missouri. Missouri are multe stânci mari de-a lungul râului Mississippi, Missouri și Meramec. Sudul Missouri se ridică la Munții Ozark, un platou sectat care înconjoară regiunea Precambrian magmatică munților Sf. Francisc. Această regiune găzduiește și topografie carstică caracterizată printr-un conținut ridicat de calcar cu formarea de doline și peșteri.

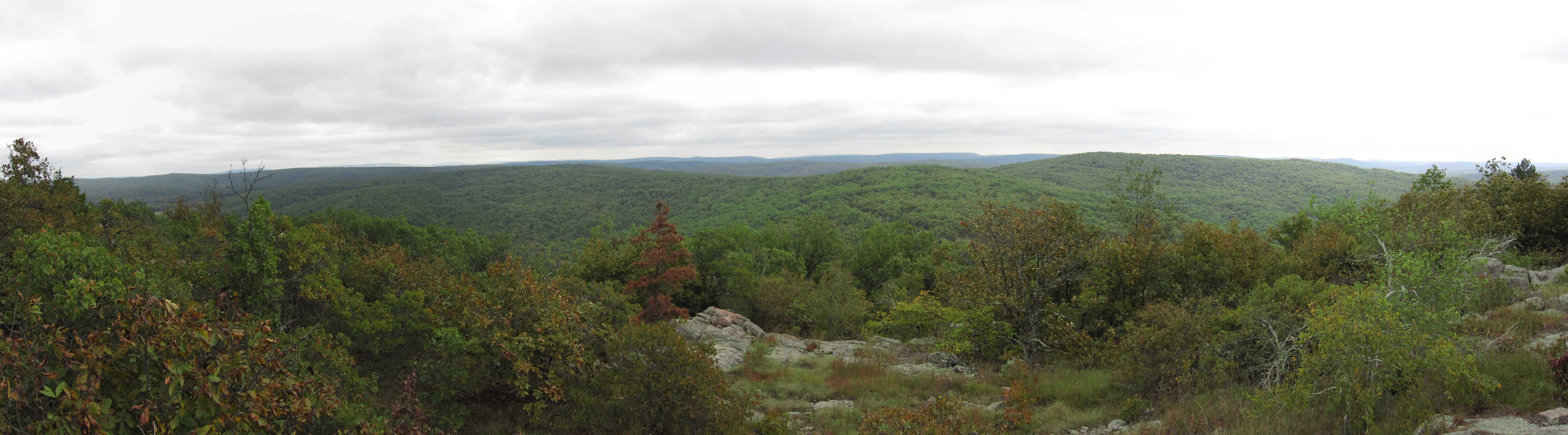
Bell Mountain Wilderness(Rezervatia Bell Mountain) din Pădurea Națională Mark Twain din sudul Missouri

Partea de sud-est a statului este cunoscută sub denumirea de regiunea Missouri Bootheel(Călcâiul Missouriului), care face parte din Câmpia aluvială Mississippi sau Embaymentul Mississippi. Această regiune este cea mai joasă, mai plată, cea mai caldă și cea mai umedă parte a statului. Este, de asemenea, printre cele mai sărace, deoarece economia de acolo este în mare parte agricolă; fiind cea mai fertilă, predomină culturile de bumbac și orez. Bootheel a fost epicentrul celor patru Cutremurele din Noul Madrid din 1811 și 1812.

### Climat

Tipuri de climă Köppen din Missouri

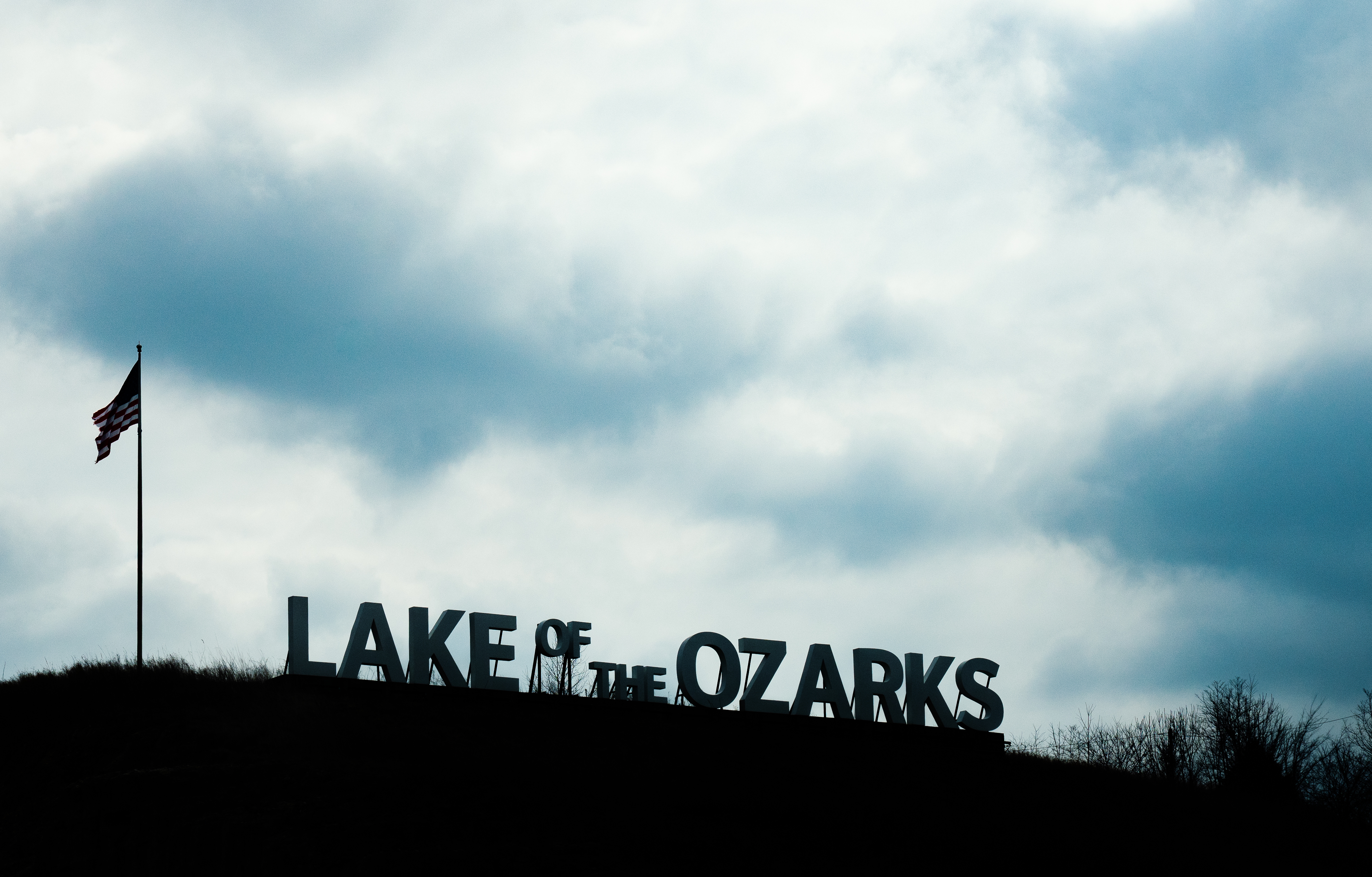
Lacul Ozarks este unul dintre numeroasele lacuri artificiale din Missouri, create prin îndiguirea mai multor râuri și afluenți. Lacul are o suprafață de 54.000 de acri și 1.150 de mile de țărm (mai lung ca cel al Californiei) și a devenit o destinație turistică populară.

Missouri are în general un climă continental umed cu ierni răcoroase, uneori reci și veri calde, umede și umede. În partea de sud a statului, în special în Bootheel, clima devine subtropical umedă. Situat în interiorul Statelor Unite, Missouri se confruntă adesea cu temperaturi extreme. Fără munți înalți sau oceane în apropierea temperaturii moderate, clima sa este influențată alternativ de aerul din Arctica rece și din Golful Mexic, cald și umed. Cea mai mare temperatură înregistrată din Missouri este de 118 °F (48 °C) la Warsaw și Union pe 14 iulie 1954, în timp ce cea mai scăzută temperatură înregistrată este −40 °F (−40 °C) tot la Varșovia pe 13 februarie 1905.
Situat în Tornado Alley, Missouri primește, de asemenea, vreme extremă sub formă de furtuni puternice și tornade. Pe 22 mai 2011, o tornadă masivă EF-5 a ucis 158 de persoane și a distrus aproximativ o treime din orașul Joplin. Tornada a provocat pagube estimate la 1–3 miliarde de dolari, a ucis 159 de persoane și a rănit mai mult de o mie. A fost primul EF5 care a lovit statul din 1957 și cel mai mortal din SUA din 1947, făcând-o a șaptea cea mai mortală tornadă din istoria Americii și a 27-a cea mai mortală tornadă din lume. Sf. Louis și suburbiile sale au, de asemenea, o istorie de a experimenta tornade deosebit de severe, cea mai recentă de remarcat fiind un EF4 care a deteriorat Lambert-St. Aeroportul Internațional Louis pe 22 aprilie 2011. Una dintre cele mai grave tornade din istoria Americii a lovit St. Louis pe 27 mai 1896, ucigând cel puțin 255 de oameni și provocând daune de 10 milioane USD (echivalentul a 3,9  miliarde USD în 2009).

### Flora și Fauna sălbatică

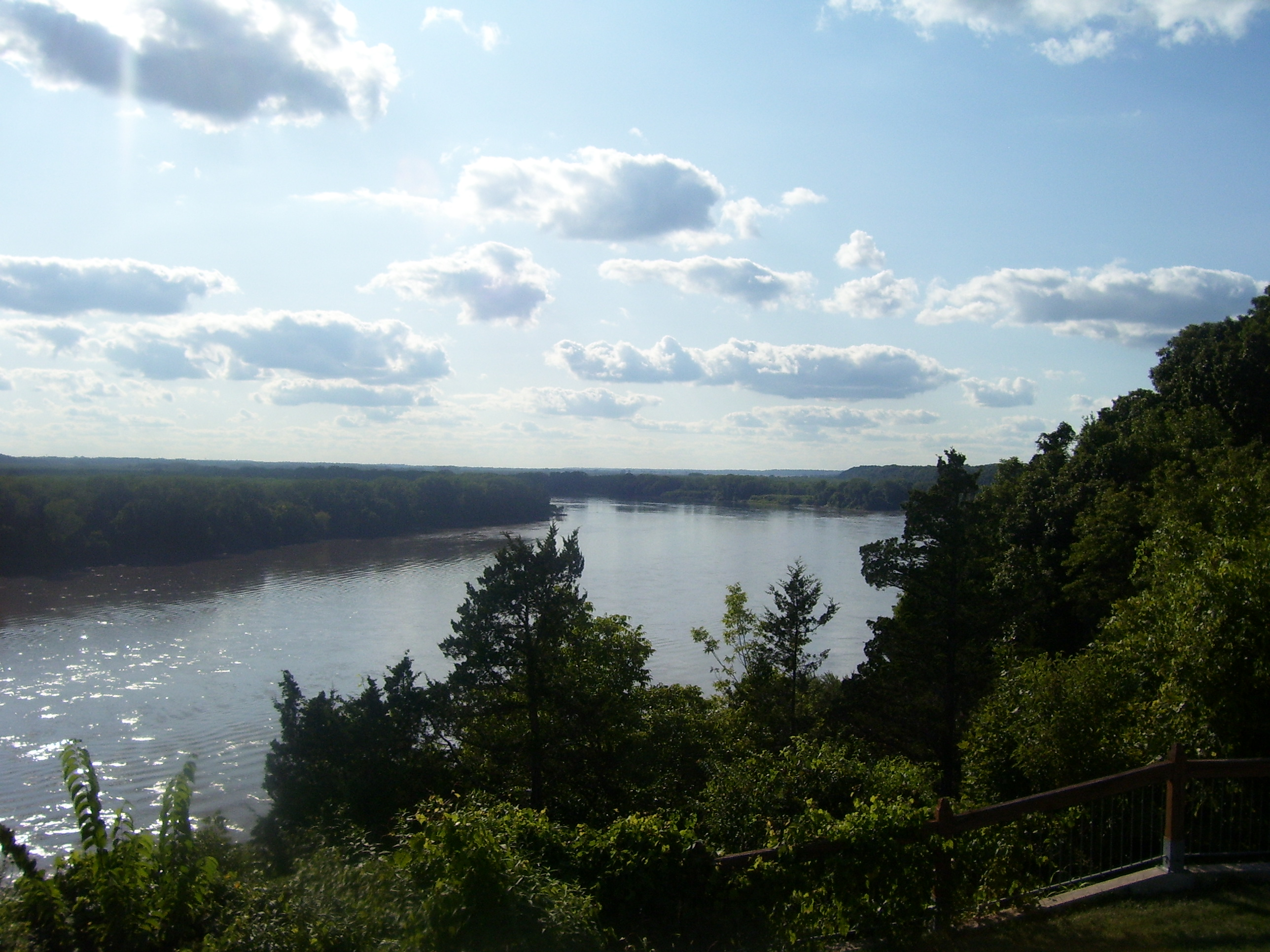
Râul Missouri lângă Rocheport, Missouri

Missouri găzduiește floră și faună diverse , inclusiv mai multe specii endemice. Există o mare cantitate de apă dulce prezentă datorită râului Mississippi, râului Missouri, Lacul Table Rock și Lacul Ozarks, cu numeroase mai mici râuri, pâraie și lacuri afluente. La nord de râul Missouri, statul este în primul rând dealuri domoale din Great Plains, în timp ce la sud de râul Missouri, statul este dominat de stejar și scortișoară Pădurea de foioase din centrul SUA.

### Păduri
Utilizările recreative și comerciale ale pădurilor publice, inclusiv pășunatul, exploatarea forestieră și mineritul, au crescut după al doilea război mondial. Pescarii, drumeții, camperii și alții au început să facă lobby pentru a proteja zonele forestiere cu un „caracter sălbatic”. În anii 1930 și 1940, Aldo Leopold, Arthur Carhart și Bob Marshall au dezvoltat o politică de „sălbăticie” pentru Serviciul Silvic. Eforturile lor au dat roade cu Wilderness Act din 1964, care a desemnat zonele sălbatice „unde pământul și comunitatea sa de viață sunt neîngrădite de oameni, unde omul însuși este un vizitator și nu rămâne”. Aceasta a inclus a doua creștere a pădurilor publice precum Pădurea Națională Mark Twain.

## Demografie

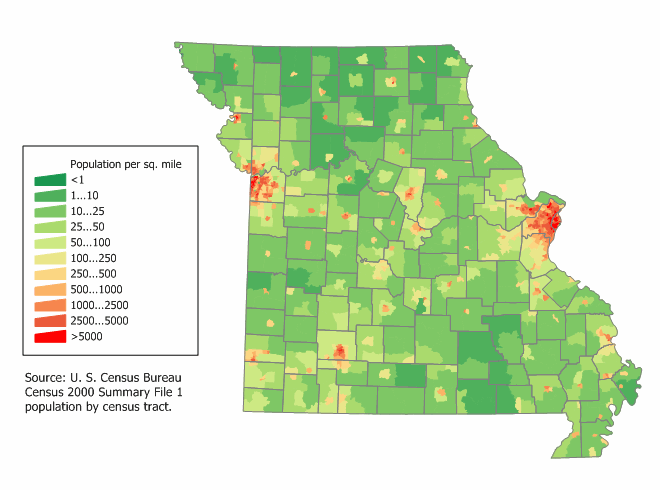
Harta densității populației din Missouri

United States Census Bureau estimează că populația din Missouri era de 6.137.428 la 1 iulie 2019, o creștere cu 2,48% față de recensământul Statelor Unite ale Americii din 2010.
| Compoziția rasială                       | 1990  | 2000  | 2010  | 2020  |
| ---------------------------------------- | ----- | ----- | ----- | ----- |
| Alb                                      | 87,7% | 84,9% | 82,8% | 80,5% |
| Negru                                    | 10,7% | 11,3% | 11,6% | 12,7% |
| Hispanic sau Latino                      | —     | —     | —     | 4.9   |
| Asiatic                                  | 0,8%  | 1,1%  | 1,6%  | 2,8%  |
| Nativ                                    | 0,4%  | 0,4%  | 0,5%  | 0,7%  |
| Nativ din Hawaii și alt Pacific Islander | –     | 0,1%  | 0,2%  | 0,3%  |
| Altă rasă                                | 0,4%  | 0,8%  | 1,3%  | 1,3%  |
| Două sau mai multe rase                  | –     | 1,5%  | 2,1%  | 2,1%  |

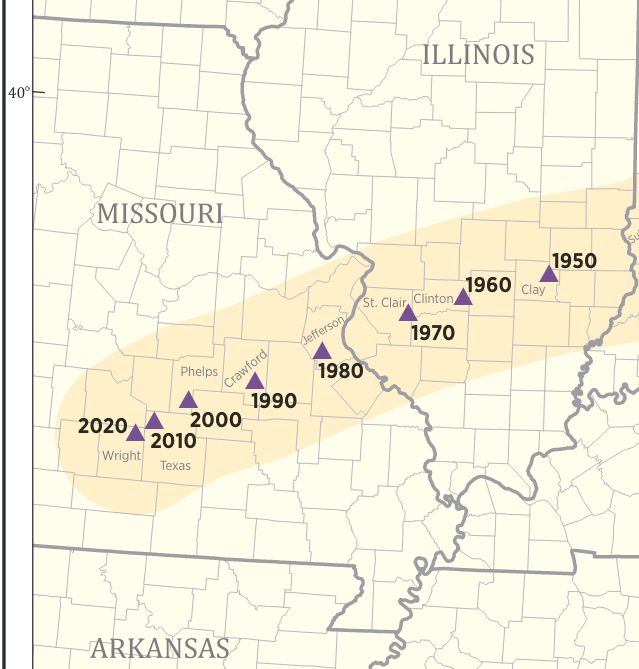
Centrul Statelor Unite după populație se află în Missouri din 1980. Din 2020, se află lângă Interstate 44 în Missouri, aproape de Springfield.

Recensământul american din 2020 a constatat că centrul populației al Statelor Unite se află în Comitatul Greene, în 2010 se afla în Comitatul Texas, în timp ce recensământul din 2000 era în Phelps County, in 1990  Centrul populației din Missouri era în Comitatul Osage, în orașul Westfalia.
În 2004, populația includea 194.000 născuți în străinătate (3,4 la sută din populația statului).
Cele mai mari cinci grupuri de strămoși din Missouri sunt: German (27,4%), irlandez (14,8%), englez (10,2%), American ( 8,5 la sută) și francez (3,7 la sută).
Germanii americani sunt un grup de strămoși prezent în majoritate pe Valea Missouri. Afro-americanii reprezintă o parte substanțială a populației din St. Louis (56,6% dintre afro-americanii din stat trăiau în St. Louis sau St. Louis County din recensământul din 2010), Kansas City, județul Boone și în sud-estul Bootheel și în unele părți ale Văii râului Missouri, unde agricultura în plantații a fost odată importantă. Creolii de origine franceză sunt concentrați în Valea râului Mississippi la sud de St. Louis (vezi franceză Missouri). Kansas City găzduiește comunități mari și în creștere de imigranți din America Latină, mai ales. Mexic și Columbia, Africa (adică Sudan, Somalia și Nigeria) și Asia de Sud-Est, inclusiv China și Filipine; și Europa ca fosta Iugoslavie (vezi bosniac american). O populație notabilă de nativi americani cherokee există în Missouri.
În 2004, 6,6% din populația statului a fost raportată ca fiind mai tânără de 5, 25,5% mai tânără de 18 ani și 13,5% 65 de ani sau mai mult. Femeile reprezentau aproximativ 51,4% din populație. 81,3% dintre rezidenții Missouri erau absolvenți de liceu (mai mult decât media națională), iar 21,6% aveau o diplomă de licență sau mai mare. 3,4% dintre locuitorii din Missouri sunt născuți în străinătate, iar 5,1% au declarat că vorbesc acasă o altă limbă decât engleza.
În 2010, în Missouri erau 2.349.955 de gospodării, cu 2,45 persoane pe gospodărie. Rata de proprietate a locuinței a fost de 70,0 la sută, iar valoarea mediană a unei unități de locuințe ocupate de proprietar a fost de 137.700 USD. Venitul mediu al gospodăriei pentru 2010 a fost de 46.262 USD sau 24.724 USD pe cap de locuitor. În 2010, 14,0% (1.018.118) din Missouri trăiau sub pragul sărăciei.
Timpul mediu de navetă până la serviciu a fost de 23,8 minute.

### Date despre naștere
În 2011, 28,1% din populația Missouri cu vârsta mai mică de  1 an era minorități.

### Limba
Marea majoritate a oamenilor din Missouri vorbesc engleza. Aproximativ 5,1% din populație a declarat că vorbește o altă limbă decât engleza acasă. Limba spaniolă este vorbită în micile comunități latino din zonele metropolitane St. Louis și Kansas City.
Missouri găzduiește un dialect pe cale de dispariție al limbii franceze cunoscut sub numele de franceză Missouri. Vorbitorii dialectului, care se numesc pe ei înșiși „Créoli’’, sunt descendenți ai pionierilor francezi care au stabilit zona pe atunci cunoscută ca Țara Illinois începând cu sfârșitul secolului al XVII-lea. S-a dezvoltat izolat de vorbitorii de franceză din Canada și Louisiana, devenind destul de distinctă de soiurile de franceză canadiană și franceză creolă din Louisiana. Cândva vorbită pe scară largă în întreaga zonă, franceza din Missouri este acum aproape dispărută, doar câțiva vorbitori în vârstă putând să o folosească.

### Religie
Religia in Missouri (2014)
     Protestantism (58%)
     Roman Catholicism (16%)
     Mormonism (1%)
     Other Christian (2%)
     No religion (20%)
     Buddhism (1%)
     Other religion (2%)
Potrivit unui studiu Pew Research efectuat în 2014, 80% dintre locuitorii din Missouri se identifică cu o religie. 77% sunt afiliați creștinismului și diferitelor sale confesiuni, iar ceilalți 3% sunt adepți ai religiilor necreștine. Restul de 20% nu au religie, 2% identificându-se în mod specific ca atei și 3% identificându-se ca agnostici (ceilalți 15% nu se identifică ca „nimic anume”).
Demografia religioasă a Missouri este după cum urmează:
- Crestin 77%
  - Protestanți 58%
    - Protestanți evanghelici 36%
      - Baptiști (mai ales Baptism sudic) – 23%
      - Alte varietăți ale protestantismului – 13%

    - Protestanți tradiționali 16%
      - Metodiști – 8%
      - Lutherani – 4%
      - Episcopalieni – 4%

    - Protestanți negri din punct de vedere istoric 6%

  - Catolică 16%
  - Mormon 1%
  - Creștin ortodox <1%
  - Martorii lui Iehova <1%
  - Alți creștini <1%
- Religii necreștine 3%
  - evreu <1%
  - Musulman <1%
  - Budist 1%
  - Hindu <1%
  - Alte religii mondiale <1%
- Neafiliat (Fără religie) 20%
  - Ateu 2%
  - Agnostic 3%
  - Nimic în special 15%
- Nu știu <1%

Cele mai mari confesiuni după numărul de aderenți în 2010 au fost Convenția Baptistă de Sud cu 749.685; Biserica Romano-Catolică cu 724.315; și Biserica Metodistă Unită cu 226.409.

Statele în care Dieceza Ortodoxă Midwest are jurisdicție.

Mai multe organizații religioase au sediul în Missouri, inclusiv Biserica Luterană–Sinodul Missouri, care își are sediul în Kirkwood, precum și United Pentecostal Church International în Hazelwood, ambele în afara St. Louis.
Independence, lângă Kansas City, este sediul Comunității lui Hristos (fostă Biserica Reorganizată a lui Isus Hristos a Sfinților din Zilele din Urmă), Biserica lui Hristos (Temple Lot) ) și grupul Biserica Rămășiței lui Isus Hristos a Sfinților din Zilele din Urmă. Această zonă și alte părți din Missouri au, de asemenea, o importanță religioasă și istorică semnificativă pentru Biserica lui Isus Hristos a Sfinților din Zilele din Urmă (Biserica LDS), care întreține mai multe locuri și centre de vizitare.
Springfield este sediul Asemblies of God USA și Baptist Bible Fellowship International. Asociația Generală a Baptiștilor Generali își are sediul în Poplar Bluff. Biserica Unității are sediul în Unity Village. Springfield este cunoscut în special ca un centru creștin în stat și este considerat de unii ca fiind o „cataramă” a Centurii Bibliei.
Biserica ortodoxa din Missouri face parte din Dioceza Midwest parte a Bisericii Ortodoxe din America.
Templul hindus din St. Louis este cel mai mare templu hindus din Missouri, care servește peste 14.000 de hinduși.

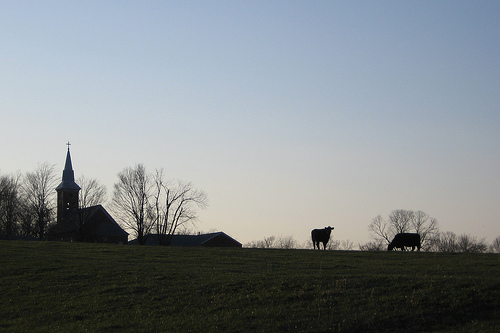
Biserică Lutherană din Pocahontas

## Transporturi

### Autostrăzi interstatale (Interstate highways)
- Interstate 29, Interstate 229
- Interstate 35, Interstate 435 (perimetrul din jurul Kansas City Metropolitan Area), Interstate 635
- Interstate 44
- Interstate 55, Interstate 155, Interstate 255
- Interstate 57
- Interstate 64
- Interstate 70, Interstate 170, Interstate 270 (perimetrul din jurul zonei care aparține statului Missouri al St. Louis Metropolitan Area), Interstate 470, Interstate 670
- Interstate 72
- Interstate 49 (Propusă)
- Interstate 66 (Propusă)

### Drumuri naționale (United States highways)
| Rute Nord-sud | Rute Est-vest |
| - U.S. Route 59 - U.S. Route 159 - U.S. Route 61 - U.S. Route 63 - U.S. Route 65 - U.S. Route 67 - U.S. Route 69 - U.S. Route 169 - U.S. Route 71 - U.S. Route 169 - U.S. Route 275 - U.S. Route 412 | - U.S. Route 24 - U.S. Route 40 - U.S. Route 50 - U.S. Route 54 - U.S. Route 56 - U.S. Route 60 - U.S. Route 160 - U.S. Route 460 - U.S. Route 62 - U.S. Route 66 - U.S. Route 166 - U.S. Route 400 |

## Subiecte variate
- Pronunția numelui statului variază considerabil, fiind o sursă de discuții cvasi-permanentă de discuți; unii pronunță finalul numelui ca un i lung iar alții cu un sunet "schwa"; există chiar și alte variațiuni, mult mai puțin comune însă.
- Numele statului provine din limba tribului Missouri Siouan, însemnând "orașul bărcilor mari".
- Numele de alint al statului este Show-Me State.
- Vasul de luptă USS Missouri, al U.S. Navy (Marina Statelor Unite) a fost denumit pentru a onora statul.